# Forsthofen
Forsthofen ist ein Gemeindeteil der oberschwäbischen Gemeinde Ettringen im Landkreis Unterallgäu in Schwaben.

## Geographie
Das Dorf Forsthofen liegt etwa 500 Meter nördlich von Traunried an der Staatsstraße 2027 zwischen Hiltenfingen und Scherstetten.

## Geschichte
Forsthofen wird 1441 erstmals erwähnt, der Name geht auf einen „Forsthof“ zurück, der dem Ammann von Schwabmünchen und damit dem Hochstift Augsburg unterstand. 1667 bestanden in Forsthofen drei Höfe. 1785 überließ das Augsburger Hochstift den Ort an das Kloster Steingaden. Um 1800 lagen Grundherrschaft und niedere Gerichtsbarkeit in Steingaden, die Verwaltung beim Obervogtamt Wiedergeltingen und die landesherrlichen Rechte beim Pfleggericht Türkheim.

## Sehenswürdigkeiten
Die Kapelle St. Josef ist eine 1885 von drei Forsthofener Bauern errichtete Kapelle mit einer Pietà aus der Zeit um 1400, die unter Denkmalschutz steht.